# (32637) 2021 P-L
2021 P-L (asteroide 32637) é um asteroide da cintura principal. Possui uma excentricidade de 0.14664180 e uma inclinação de 8.27759º.
Este asteroide foi descoberto no dia 24 de setembro de 1960 por Cornelis Johannes van Houten e Ingrid van Houten-Groeneveld e Tom Gehrels em Palomar.